# العباس بن الأحنف
أبو الفضل العباس بن الأحنف الحنفي اليمامي النجدي، شاعر عربي عباسي وُلِد في اليمامة بِنجد وعِندما مات والده انتقل من نجد إلى بغداد ونشأ بِها وعاش مُتنقلاً ما بين بغداد وخراسان.

## نسبه
هو العباس بن الأحنف بن الأسود بن طلحة بن حدان بن كلدة بن جذيم بن شهاب بن سالم بن حية بن كليب بن عبد الله بن عدي بن حنيفة بن لجيم بن صعب بن علي بن بكر بن وائل.

## سيرته
أحب فتاة سماها فوز لأنها كانت كثيرة الفوز بالسباقات والمنافسات لكي لا يصرح باسمها الحقيقي وفي رواية علي بن سليمان الأخفش: أن العباس بن الأحنف كان من عرب خراسان، ومنشؤه ببغداد. وحدث أبو بكر الصولي فقال: «رأيت العباس بن الأحنف ببغداد بعد موت الرشيد، وكان منزله بباب الشام وكان لي صديقا ومات وسنه أقل من ستين سنة» وإذا صحت رواية الصولي وأن ابن الأحنف مات بعد هارون الرشيد تكون ولادة الشاعر نحو 103 هـ ولا يبقى مجال لما قاله ابن خلكان من أنه مات سنة 192 هـ تقريبا، في اليوم الذي مات فيه الكسائي النحوي المعروف، وان الرشيد أمر المأمون بالصلاة عليهما.. هو شاعر رقيق الغزل. قال عنه البحتري: إنه أغزل الناس. أبو الفضل عربي شريف النسب، أصله من بني حنيفة، ولكن أهله يقيمون بالبصرة. نشأ في بغداد وفيها اشتهر. اتصل بهارون الرشيد ونال عنده حظوة.....
خالف الشعراء في طريقتهم فلم يتكسب بالشعر، وكان أكثر شعره بالغزل (شعر) والنسيب والوصف، ولم يتجاوزه إلى المديح والهجاء، وأشاد به المبرد في كتاب الروضة وفضله على نظرائه حين قال:
وكان العباس من الظرفاء، ولم يكن من الخلعاء، وكان غزلا ولم يكن فاسقا، وكان ظاهر النعمة ملوكي المذهب، شديد الترف، وذلك بين في شعره، وكان قصده الغزل وشغله النسيب، وكان حلو مقبولا غزلا غزير الفكر واسع الكلام كثير التصرف في الغزل وحده ولم يكن هجاءً ولا مداحا....

الذي ذهب إليه المبرد أيده اخرون منهم أبو الفرج القائل:كان العباس شاعرا غزلا شريفا مطبوعا من شعراء الدولة العباسية، وله مذهب حسن، ولديباجة شعره رونق ولمعانيه عذوبة ولطف". وفي ذلك يقول الجاحظ: 
...
أخبر محمد بن يحيى عن ابن ذكوان، أنه قال:«سمعت إبراهيم بن العباس يصف -ابن الأحنف- فيقول: كان والله ممن إذا تكلم لم يحب سامعه أن يسكت، وكان فصيحا جميلا ظريف اللسان، لو شئت أن تقول كلامه كله شعر لقلت».
من شعره الغنائي قوله:

## وصلات خارجية
- عباس بن الأحنف على موقع بوابة الشعراء
- عباس بن الأحنف على موقع موسوعة الديوان الشعرية